# トマスクリークの戦い
ストーニーポイントの戦い（英: Battle of Thomas Creek、またはトマスクリーク虐殺、英: Thomas Creek Massacre）は、アメリカ独立戦争の1777年5月17日、東フロリダ北部、トマスクリークの河口近くで行われた小戦闘である。イギリス軍、ロイヤリスト民兵、およびインディアンの混成部隊が、ジョージア植民地から来た騎馬民兵の小部隊を待ち伏せした。ジョージア植民地は独立戦争の初期から3度東フロリダ侵略を試み、悉く失敗したが、この戦闘はその2回目の唯一主要なものとなった。
この侵略部隊は大陸軍部隊を運んだ海軍の戦隊と、陸路を進んだ騎馬民兵隊1個中隊で構成された。海軍戦隊は集合地点到着が遅れ、イギリス軍の諜報がこの遠征隊の動きを掴み、騎馬民兵隊の居場所を突き止めた。イギリス軍は待ち伏せを仕掛けて、騎馬民兵隊を打ち破って散り散りにさせ、30名以上を捕虜にした。イギリス軍と共にあったインディアンは、これ以前の小戦闘で仲間に一人を殺されており、その報復で捕虜の多くを冷血に殺害したとされている。
侵略部隊の指揮官サミュエル・エルバート大佐は、その戦隊を狭い海峡でイギリス軍が待ち構えているのを見て、遠征を中止した。1778年、ジョージア植民地は再度東フロリダ侵略に向かい、アリゲーターブリッジで小戦闘があったが、指導層の不和のために失敗した。

## 背景
1777年2月、トマス・ブラウンの指揮するロイヤリスト部隊がジョージア植民地を襲撃した。ジョージア植民地の議長バトン・グインネットは、イギリス領東フロリダの首都セントオーガスティンに対する遠征隊を編成した。大陸軍南部方面軍の指揮官ロバート・ハウ将軍は幾らかの部隊を出すことに合意し、サミュエル・エルバート大佐のジョージア第2連隊とラクラン・マッキントッシュ准将が参加することを認めた。マッキントッシュとグインネットは互いに政敵であり、指揮や戦略に関しては合意できなかった。その結果、ハウとジョージア議会が作戦指揮をエルバート大佐に任せた（さらにこの不和の結果として、5月16日には二人が決闘し、どちらも負傷した上に、グインネットは数日後に死んだ）。ジョージア第1連隊と同第2連隊から300名の大陸軍兵とジョン・ベイカー大佐の率いる騎馬民兵隊が遠征隊に加えられた。ベイカーの中隊の勢力については史料によって異なっており、100名ないし200名とされている。
遠征隊は5月1日にサンベリーを出発した。ベイカーの騎兵隊は陸路を進み、エルバートの大陸軍は内陸水路を船で移動し、現在のフロリダ州デュバル郡のナッソー川河口に近いソーピットブラフで落ち合うこととされていた。オリバー・ボーウェン海軍代将が指揮した海軍戦隊は逆風のために遅延し、アメリア島に着いたのが5月18日だった。

## 前哨戦
東フロリダ総督パトリック・トーニンは4月にジョージア植民地が立てている作戦について警告され、5月10日にはベイカーの中隊がセントメアリーズ川を越えたと報告を受けた。ロイヤリスト・レンジャーと主にクリーク族インディアンの混成部隊をブラウン中佐が率い、2月の襲撃以後は2つの植民地境界で活動を続けていた。彼らがベイカー隊の宿営地を発見した。ブラウンはジョージア民兵の1人を捕まえて尋問したいと考えたが、ベイカーの偵察が用心深く、そのために派遣された部隊が銃撃を受けた。
5月14日から15日の夜、ブラウンはベイカー隊の馬を盗むために15人のインディアンを派遣した。彼らはうまく馬を盗んだが（資料によりその数が異なり、40頭ないし100頭としている）、ベイカー隊の兵士に追跡された。続いて起こった小競り合いで馬は取り返された。しかし少なくとも1人のインディアンが殺され、その遺体はジョージア民兵によって切断されたことが、イギリス側から報告されている。トーニン総督の6月18日に書かれた報告では、この「非常に憤慨させる野蛮さ」がアメリカ兵にとって悲惨な結果をもたらすことになったとしている。
ベイカーは、エルバート隊の遅延について心配し、地元住民から東フロリダの当局がこの遠征について警告を受けていることを知ったので、西に動いて待機するための戦略的に優れた場所を探し、ナッソー川支流のトマス・クリーク岸で宿営した。一方ブラウンのインディアンとレンジャーの部隊はマーク・プレボスト少佐の指揮するイギリス軍正規兵で補強され、総勢は約200名に上っていた。その放った斥候が5月16日から17日の夜にベイカー隊の宿営地を突き止めた。

## 戦闘
ブラウンのインディアンとレンジャーの部隊はベイカー隊の進行路で待ち伏せを行い、一方プレボストの正規兵部隊が3列縦隊でベイカー隊の背後に進んだ。5月17日午前9時頃、ベイカー隊が待ち伏せされている場所まで来ると、いきなり正面と側面から50ヤード (45 m) の距離でブラウン隊からの一斉射撃を受けた。ベイカー隊は後ろを向いて逃亡を始めたが、そのままプレボストの正規兵隊に飛び込むことになった。ベイカー隊の兵士は既に縮み上がっており、藪から現れた多数のレンジャーとインディアンにすぐに圧倒された。敵の姿を最初に見たときにベイカー隊の半数は逃亡した。ベイカーはその馬を仲間の一人に取られ、湿地の中に逃げ込んだ。
この戦闘で生じた被害状況は史料によって異なる。デイビッド・ラッセルは、ベイカー隊の3名が戦死し、9名が負傷し、31名が捕虜となったとしている。捕虜の多くはその後復讐心の強かったクリーク族インディアンに殺された。チャールズ・ジョーンズは、戦死者と負傷者は同じだが、34名が捕虜になったとしており、ウィリアム・ネスターの史料でも同じである。エドワード・ケイシンは、40名が捕虜になり、そのうち16名だけがクリーク族の報復から逃れたとしている。アメリカ合衆国国立公園局の史料では、8名が戦死し、9名が負傷、31名が捕虜になり、そのうち15名が後に殺されたとしている。イギリス側の被害について、トーニン総督もブラウン中佐も報告していない。

## 戦いの後
エルバート隊はこの戦闘の2日後に東フロリダに到着し、アメリア島の北端に上陸した。トーニン総督がこれに対抗するためにセントメアリーズ川に小さな戦隊を送ったが、風のために海に流され、1隻は私掠船との戦闘に巻き込まれていたことをエルバートは知らないまま、重大な出来事も無くアメリア島に到着できていた。エルバートは5月19日にベイカー隊の兵士13名と出逢い、戦闘の報告を受けた。捕虜状態から逃げ出した3名の兵士がその2日後に到着し、仲間の5名が見張りに立っていたインディアから冷血にも殺されたと報告された。この報せと、トーニン総督の小戦隊がいること、さらに自隊の船はアメリア島と本土の間の狭い海峡を通れそうになかったこともあり、エルバートは遠征の中止を決め、5月26日にはサバンナに戻った。
セントオーガスティンの軍事指揮官オーガスティン・プレボスト准将（マーク・プレボストの兄）はこの戦闘の成果について正規兵に全面的な功績を認めた。ベイカー隊の残兵をブラウンのレンジャーとインディアンが追撃できなかったことを批判し、「インディアンは略奪品に捉われ、レンジャーは牛に注意を向けた。正規兵は問題なく任務を遂行した」と書いて、ブラウン隊への報償を拒否した。
ブラウン隊はジョージアへの襲撃を再開し、それがジョージア植民地での対応を新たにさせることになった。ブラウン隊の襲撃が効果を挙げたことで、トーニン総督は北アメリカイギリス軍総司令官のウィリアム・ハウ将軍に働きかけ、ジョージアを再度支配するための遠征を促すことになった。1778年、アメリカ側のロバート・ハウ将軍と、当時ジョージア議長のジョン・ハウスタンが再度東フロリダに対する遠征を企画した。この遠征も指揮権の問題で損なわれ、フロリダに到着した少数の部隊も、アリゲーターブリッジの戦いに敗れて退却した。1778年12月、イギリス軍がニューヨーク市から派遣した部隊によってサバンナ市が占領され、その直後にはセントオーガスティンから送られた部隊も合流し、ジョージアにはイギリス政府の支配が再度確立された。
トマスクリークの戦いの戦場は現在、ジャクソンビルのトマスクリーク保存地にあり、ティムキュアン生態系歴史保存地の一部になっている。戦場跡は開発されておらず、近くを通るアメリカ国道1号線には、戦闘を記念する標識が立っている。